# Kırkpınar, Kayapınar
Kırkpınar là một xã thuộc quận Kayapınar, tỉnh Diyarbakır, Thổ Nhĩ Kỳ.